# Sebastien Roberts
Pour les articles homonymes, voir Roberts.
Sébastien Roberts est un acteur canadien né le 29 décembre 1972 à Montréal (Canada).

## Biographie
Sébastien Roberts est un acteur québécois d'origine francophone. Il perd sa sœur jumelle à l'âge de 26 ans dans un accident de voiture. Cette année-là, il décide de changer de vie ; il quitte sa femme et son fils (Jesse) pour poursuivre un rêve perdu, devenir acteur.
Il fait de nombreuses apparitions depuis 2004 dans plusieurs séries télévisées tels que : Les Bougons, L'Auberge du chien noir, Lance et Compte, Providence, Mauvais Karma, Mirador, The Listener, etc.
En 2007, il décide de passer un peu de temps à Los Angeles. Il joue alors dans Les Guêpes mutantes auprès de Robert Englund (l'interprète de Freddy Krueger), One Way qu'il tourne en Allemagne (avec Til Schweiger, Eric Roberts, Michael Clarke Duncan), Hellraiser Revelations, Faces in the crowd (avec Milla Jovovich), Encounter with Danger (avec Shannen Doherty), etc.
Il revient souvent à Montréal pour quelques émissions et en profite pour prolonger son séjour pour profiter du temps avec son fils et le voir jouer au hockey.

## Filmographie

### Cinéma
- 2001 : La Journée avant : Max
- 2005 : Maurice Richard : Bob Fillion
- 2006 : Slevin : The guy
- 2006 : One Way (en) : Anthony Birk
- 2008 : Ice Blues (en) : Frank Zaillian
- 2010 : L'Anniversaire (short) : Cole
- 2011 : Hellraiser : Revelations (video) : Peter Bradley
- 2011 : Visages inconnus (Faces in the Crowd) : Lanyon/Stranger/Lurker

### Télévision

#### Séries télévisées
- 2001 : Tribu.com : Bobby
- 2002 : Lance et compte : Nouvelle Génération : Roberts
- 2003 : L'Auberge du chien noir : Angelo
- 2004 : Sur place ou à emporter (Fries with That)
- 2004 : Lance et compte : La Reconquête : Roberts
- 2004 : Virginie
- 2004 : Temps dur
- 2004 : 15/Love (saison 1, épisode 9) : François Cochet
- 2004-2005 Les Bougon, c'est aussi ça la vie! (épisodes 1x08 & 2x14) : policier
- 2005 : Les Ex : Benoit
- 2005-2006 : Providence (37 épisodes) : François Berthier
- 2006 : G-Spot (en) (saison 2, épisodes 7 & 8) : Gary
- 2006 : Les Leçons de Josh (Naked Josh) (saison 3, épisode 10) : Jeremey Falcon
- 2006 : Canada Russia '72 (en) : Rod Gilbert
- 2010 : Nikita (saison 1, épisodes 1 & 11) : Daniel Monroe
- 2010-2011 : Mauvais Karma : Shawn Parker
- 2011 : The Listener (saison 2, épisode 1) : Dr Shane Lawson
- 2011 : Against the Wall (saison 1, épisode 10) : Jeff Briggs
- 2011 : Mirador (saison 2, épisode 5) : Russell Dayan
- 2011 : 30 Vies : Russel Belanger
- 2012 : Being Human (saison 2, épisode 5) : Will
- 2012 : Republic of Doyle (saison 3, épisode 9) : Guy Racicot
- 2012-2016 : O' (série télévisée) : Jean-Seb
- 2013 : Seed (saison 1, épisode 7) : Aaron
- 2013 : Le Gentleman : Ludger Forget (2013)
- 2013 : Played (saison 1, épisode 8) : Joe Kane
- 2014 : Trauma : Derek Perreault
- 2015 : 19-2 (saison 3, épisode 5 6 & 7) : Robin Beaucage
- 2015 : Soupçon de magie (saison 1, épisode 3) : Mark
- 2016 : 19-2 (saison 3, épisodes 2 & 7) : Dr James Conroy
- 2017 : Unité 9 (saison 5, épisodes 22, 23 & 24) : Patrick
- 2017-2018 : Mary Kills People : Kevin
- 2018 : Mr. D (saison 8, épisode 4) : Donald T. Franklin
- 2019 : Northern Rescue : Alex Turner
- 2019 : Private Eyes (saison 3, épisode 4) : Riley Larson

#### Téléfilms
- 2004 : La mise finale (The Last Casino) : Orr's Bouncer
- 2004 : Bonheur en péril (False Pretenses) : Assistant
- 2007 : Les Guêpes mutantes (Black Swarm) : Devin Hall/Dan Hall
- 2009 : Final Verdict : Ray Voss
- 2009 : Seule contre tous (Encounter with Danger) : Carter
- 2020 : Elève modèle, mensonges mortels (Pretty Cheaters, Deadly Lies) de Leo Scherman : Michael Willits